# R136b
R136b là một ngôi sao dạng Wolf-Rayet với khối lượng 93 lần Khối lượng Mặt trời trong Đám mây Magellan lớn.